# The Race for a Mine
The Race for a Mine è un cortometraggio muto del 1914. Il nome del regista non viene riportato nei credit.

## Produzione
Il film fu prodotto dalla Balboa Amusement Producing Company in associazione con la Kalem Company. Venne girato a Long Beach, la cittadina californiana sede della casa di produzione.

## Distribuzione
Distribuito dalla General Film Company, il film - un cortometraggio in una bobina - uscì nelle sale cinematografiche statunitensi il 14 marzo 1914.